# Лавароне
Лавароне (італ. Lavarone, вен. Łavaron) — муніципалітет в Італії, у регіоні Трентіно-Альто-Адідже,  провінція Тренто.
Лавароне розташоване на відстані близько 460 км на північ від Рима, 19 км на південний схід від Тренто.
Населення — 1124 особи (2014).
Щорічний фестиваль відбувається 4 травня. Покровитель — святий Флоріан.

## Демографія
Населення за роками:

Станом на 1 січня 2023 року в муніципалітеті офіційно проживали 53 іноземці з 18 країн, серед них 25 громадян країн Євросоюзу та 6 громадян України.

## Сусідні муніципалітети
- Кальдонаццо
- Фольгарія
- Ластебассе
- Лузерна
- Педемонте